# UFC Fight Night: Edgar vs. The Korean Zombie
UFC Fight Night: Edgar vs. The Korean Zombie（ユーエフシー・ファイトナイト：エドガー・バーサス・コリアン・ゾンビ、別名UFC Fight Night 165、UFC on ESPN+ 23）は、アメリカ合衆国の総合格闘技団体「UFC」の大会の一つ。2019年12月21日、韓国・釜山の社稷アリーナで開催された。

## 大会概要
本大会ではフランク・エドガーとジョン・チャンソンによるフェザー級戦が組まれた。

## 試合結果

### プレリミナリーカード
第1試合 バンタム級 5分3R
○  アラテン・ヘイリ vs.  ライアン・ブノワ ×
3R終了 判定2-1（28–29、29–28、29–28）
第2試合 女子ストロー級 5分3R
○  アマンダ・レモス vs.  ミランダ・グレンジャー ×
1R 3:43 TKO（リアネイキドチョーク）
第3試合 バンタム級 5分3R
○  ラオーニ・バルセロス vs.  サイード・ヌルマゴメドフ ×
3R終了 判定3-0（30–27、29–28、29–28）
第4試合 フライ級 5分3R
○  アレッシャンドリ・パントージャ vs.  マット・シュネル ×
1R 4:17 KO（右フック→パウンド）
第5試合 ライト級 5分3R
○  オマール・アントニオ・モラレス・フェレール vs.  マー・ドンヒョン ×
3R終了 判定3-0（30–27、30–26、29–28）
第6試合 フェザー級 5分3R
○  チェ・スンウ vs.  スーマン・モクタリアン ×
3R終了 判定3-0（29–26、29–26、29–25）
第7試合 ヘビー級 5分3R
○  シリル・ガーヌ vs.  タナー・ボーザー ×
3R終了 判定3-0（30–26、30–26、30–26）

### メインカード
第8試合 バンタム級 5分3R
○  カン・ギョンホ vs.  リュウ・ピンユエン ×
3R終了 判定2-1（28–29、29–28、30–27）
第9試合 ミドル級 5分3R
○  パク・ジョンヨン vs.  マルク・アンドレ・バリオー ×
3R終了 判定3-0（30–27、29–28、29-28）
第10試合 ライトヘビー級 5分3R
○  チョン・ダウン vs.  マイク・ロドリゲス ×
1R 1:04 KO（右ストレート）
第11試合 フェザー級 5分3R
○  シャルル・ジョーデイン vs.  チェ・ドゥホ ×
2R 4:32 TKO（左ストレート→パウンド）
第12試合 ライトヘビー級 5分3R
○  ヴォルカン・オーズデミア vs.  アレクサンダル・ラキッチ ×
3R終了 判定2-1（29–28、28–29、29–28）
第13試合 フェザー級 5分5R
○  ジョン・チャンソン vs.  フランク・エドガー ×
1R 3:18 TKO（左右フック→パウンド）

### 各賞
ファイト・オブ・ザ・ナイト： シャルル・ジョーデイン vs. チェ・ドゥホ
パフォーマンス・オブ・ザ・ナイト： ジョン・チャンソン、アレッシャンドリ・パントージャ
各選手にはボーナスとして5万ドルが授与された。

### カード変更
負傷などによるカードの変更は以下の通り。